# Campo de Montiel
El Campo de Montiel és una comarca històrica de la província de Ciudad Real, a la comunitat autònoma de Castella-La Manxa. Està compartida amb la província d'Albacete i es va formar a partir dels territoris que posseïa l'Orde de Santiago. En un primer moment el cap comarcal era Montiel, però ja en el segle xvi aquesta va passar a Villanueva de los Infantes, que durant el segle xix va rebre el títol de ciutat, a més de la seu del partit judicial.

## Municipis
- Alcubillas
- Cózar
- La Solana
- Alhambra
- Ruidera
- Carrizosa
- San Carlos del Valle
- Villahermosa
- Membrilla
- Montiel
- Fuenllana
- Villanueva de los Infantes
- Villanueva de la Fuente
- Almedina
- Villamanrique
- Santa Cruz de los Cáñamos
- Albaladejo
- Terrinches
- Torre de Juan Abad
- Torrenueva
- Castellar de Santiago
- Puebla del Príncipe